# Ben Tulett
Ben Tulett (Sevenoaks, 26 de agosto de 2001) é um ciclista britânico, membro da equipa Ineos Grenadiers.

## Biografia
Seu irmão Daniel (nascido em 1999) também é ciclista profissional.
Ben Tulett procedia do ciclocross como seu compatriota Tom Pidcock. Ganhou o título mundial da especialidade a nível júnior (menores de 19) duas vezes em 2018 e 2019.
Em 2020 saltou ao pelotão profissional dentro da equipa belga Alpecin-Fenix. Em outubro, aos 19 anos, converteu-se no ciclista mais jovem em mais de 100 anos em terminar Liège-Bastogne-Liège.
Em abril de 2021 finalizou no posto 17.º na Amstel Gold Race e no 12.º na Flecha Valona. Em agosto terminou em nono lugar na classificação geral do Volta à Polónia. Leste foi seu primeiro top 10 numa corrida do UCI WorldTour. Um mês depois anunciou-se que unir-se-ia à equipa britânico Ineos Grenadiers desde 2022.

## Palmarés

### Estrada
- 2022
  - 1 etapa da Settimana Coppi e Bartali

### Ciclocross
2017-2018
- - Campeonato Mundial de Ciclocross Junior

2018-2019
- - Campeonato Mundial de Ciclocross Junior

2019-2020
- - Campeonato do Reino Unido de Ciclocross

## Resultados em Grandes Voltas
| Corrida | Corrida         | 2020 | 2021 | 2022 |
| ------- | --------------- | ---- | ---- | ---- |
|         | Giro d'Italia   | —    | —    | 38.º |
|         | Tour de France  | —    | —    | —    |
|         | Volta a Espanha | —    | —    | —    |

—: não participa
Ab.: abandono

## Equipas
- Alpecin-Fenix (2020-2021)
- Ineos Grenadiers[3] (2022-)